# Señora chichera/Ojos azules
Señora chichera/Ojos azules è un singolo del gruppo musicale cileno Inti-Illimani, pubblicato nel 1978 ed estratto dall'album Inti-Illimani 5 - Canto de pueblos andinos vol. II.

## Descrizione
Il singolo è stato pubblicato dall'etichetta discografica spagnola Movieplay in formato 7", con numero di catalogo 01.0425/7.
I due brani presenti provengono entrambi dal loro quinto album pubblicato durante l'esilio in Italia Inti-Illimani 5 - Canto de pueblos andinos vol. II.
Sulla copertina è raffigurata la stessa immagine che compare nella copertina del disco dal quale sono estratti i due brani.

## Tracce
1. Señora chichera (tradizionale)
2. Ojos azules (tradizionale)